# Harvey Kurtzman
Pour les articles homonymes, voir Kurtzman.
Harvey Kurtzman (3 octobre 1924 – 21 février 1993) est un dessinateur de bande dessinée américain.
Très tôt attiré par la bande dessinée, il publie ses premières histoires à 18 ans. Après avoir produit des pages pour divers éditeurs, il arrive en 1949 chez EC Comics. C'est là qu'il acquiert sa célébrité, tout d'abord en éditant, écrivant et dessinant des comics de guerre (Two-Fisted Tales et Frontline Combat) puis en étant le tout premier rédacteur en chef du magazine Mad édité par EC Comics) en 1952. Kurtzman est également connu pour le strip Little Annie Fanny, paru dans le magazine Playboy de 1962 à 1988. Kurtzman est plus tard décrit par le New York Times comme ayant été « l'une des figures les plus importantes de l'Amérique de l'après-guerre », notamment à cause de l'influence de Mad sur la culture populaire américaine.

## Biographie

### Jeunesse
Harvey Kurtman naît le 3 octobre 1924 à New York d'Edith et David Kurtzman, deux juifs russes. Harvey a un frère aîné nommé Zachary. Son père meurt à trente-six ans d'un ulcère. Edith Kurtzman est alors obligée de mettre ses deux fils dans un orphelinat car elle ne peut subvenir à leurs besoins. Elle se remarie après plusieurs mois  avec Abraham Perkes, lui aussi juif russe. Le nouveau couple reprend alors les deux enfants. La famille déménage ensuite dans le quartier du Bronx où Harvey dessine régulièrement sur le trottoir avec des craies de couleur. Il montre assez de disposition pour que sa mère l'inscrive à l'institut Pratt alors qu'il seulement huit ans. Dans les années 1930, il parvient à se faire publier dans le quotidien communiste Daily Worker. Il remporte deux fois des concours de dessins et entreprend par la suite des études à la High school of music and arts de New York puis à la Cooper Union for the Advancement of Science and Art. C'est dans la première de ces deux écoles qu'il rencontre Al Feldstein, John Severin et Will Elder qu'il retrouvera plus tard chez EC Comics. Quant à ses dessins sur le trottoir, ils deviennent une série régulière de strips intitulée Ikie and Mikie, en hommage au strip de Rube Goldberg intitulé Mike and Ike.

### Premiers travaux
Alors qu'il a dix-huit ans, Harvey Kurtzman commence à travailler tout en poursuivant ses études. Il dessine des publicités sur les vitres d'épiceries et est même un moment recruté pour briser des grèves alors que le soir il se rend aux réunions syndicales. En 1942, il parvient enfin à travailler dans les comics. Il est engagé comme assistant par Louis G. Ferstadt, un artiste de peintre contraint de dessiner des comics pour vivre. Ferstadt dirige un petit studio qui travaille pour Quality Comics, Ace Magazines et Gilberton, éditeur de la série Classics Illustrated. C'est pour le numéro de celle-ci adaptant Moby Dick en septembre 1942 que Kurtzman est pour la première fois rémunéré pour avoir travaillé sur un comics (même si son nom n'apparaît pas). Dans les mois qui suivent Kurtzman participe à plusieurs comics pour les maisons d'édition qui traitent avec Ferstadt. Sa première œuvre identifiée avec certitude est une page humoristique dans le comics 4 favorites publié par Ace Magazines en décembre 1942. Il dessine des histoires de super-héros pour cet éditeur jusqu'en octobre 43 dans Super-mystery comics et 4 favorites. En 43 et 44 il travaille pour Quality comics sur des histoires policières et en 45-46 pour Aviation Press sur des histoires de guerre. En 1943, son nom apparaît pour la première fois dans le comics Police Comics  publié par Quality Comics.
Durant la seconde guerre mondiale il reste cantonné aux États-Unis où il dessine pour la Division de l'Information de l'armée des guides d'entraînement, des affiches, des illustrations et un strip qui apparaît dans un journal militaire. Il rencontre Leonard B. Cole qui lui propose de travailler sur la série Black Venus publiée dans le comics Contact Comics. Libéré des devoirs militaires Harvey Kurtzman se retrouve obligé, avec ses deux frères, de soutenir financièrement sa mère. En effet, son beau-père est reconnu coupable d'avoir fabriqué de faux tickets de rationnement et est condamné à trois ans de prison. En 1947, il crée un studio de dessin publicitaire avec Bill Elder et Charles Stern. Pour assurer en partie des revenus il sous-loue une partie du local à d'autres auteurs dont John Severin et, pendant quelques mois René Goscinny. Dans l'immédiate après-guerre le monde des comics connaît d'importants changements : le système des studios qui créaient entièrement des comics pour des éditeurs s'éteint pour être remplacé par le travail d'auteurs indépendants. De plus, si de nombreuses maisons d'édition naissent et que le nombre de comics augmente, cela compense difficilement le retour sur le marché du travail des auteurs qui avaient été appelés sous les drapeaux.

### Après-guerre
Cependant Kurtzman parvient à trouver du travail pour Martin Goodman, un éditeur de nombreux magazines en tous genres dont des magazines de mots croisés. Kurtzman qui est assez doué pour en créer est donc employé à cela. Cela permet aussi à Kurtzman d'entrer en relation avec Stan Lee, cousin par alliance de Goodman qui édite aussi Timely Comics dont Stan Lee est rédacteur en chef. Chez Timely Kurtzman réalise de bref récifs humoristiques, nommés Hey Look! sur une idée de Stan Lee, publiés dans divers comics. La paie pour cette série est basse (37,5 $) et Kurtzman doit continuer à produire des mots-croisés ou des illustrations. Il y rencontre alors sa future femme, Adèle qui travaille comme relectrice. Celle-ci quitte ensuite Timely pour suivre des études mais elle entretient une correspondance avec Kurtzman. Ils finissent par se marier en septembre 1948. Pendant ce temps, Stan Lee propose d'autres travaux à Kurtzman. C'est d'abord une série animalière humoristique, Pigtales mettant en scène deux cochons puis Rusty qui est un plagiat de Blondie de Chic Young. Durant cette période, il parvient aussi à produire un strip appelé Silver Lining  publié dans le New York Herald Tribune mais seulement neuf strips paraissent.
Dans le même style que Hey Look!, Kurtzman crée Egghead Doodle et Genius qui paraissent en partie chez Timely mais surtout chez Toby Press. Pour cet éditeur il crée aussi la série Pot-Shot Pete...Sheriff of Yucca-Pucca Gulch qui connaît trois épisodes. Il dessine toujours des publicités ou des illustrations pour les clients du Charles William Harvey studio et il réalise plusieurs strips ou illustrations pour Varsity un magazine masculin. Enfin, il crée plusieurs albums pour la jeunesse pour l'éditeur Kunen Book dont quatre avec René Goscinny qui était alors présent dans le studio. Les ventes ne sont pas suffisantes et l'expérience tourne court. Gosciny décide alors de rentrer en France.

### EC comics et MAD

#### Débuts
En 1949, Harvey Kurtzman présente son portefolio à William Gaines, propriétaire d'EC Comics depuis la mort récente de son père Max Gaines. Bill Gaines apprécie l'humour de Hey Look! mais n'a alors rien à proposer. Il le met toutefois en relation avec son frère David qui s'occupe de projets qu'EC Comics peut réaliser pour d'autres sociétés ou organisme. C'est ainsi qu'il demande à Kurtzman de produire un comics éducatif de 16 pages pour la prévention des maladies vénériennes,. Intitulé Lucky Fights It Through, l'histoire mêle western et mise en garde contre la syphilis. Le salaire reste modeste, 161$ mais il est le bienvenu alors que la famille s'agrandit avec la naissance d'une fille nommée Meredith.
Alors que Max Gaines avait fondé EC Comics pour publier des comics religieux ou éducatifs, son fils Bill abandonne cette direction qui est un gouffre financier et préfère éditer des comics policiers, des romances ou des westerns. Même si la situation financière de la société s'améliore, cela reste insuffisant. Aussi Gaines, assisté d'Al Feldstein propose quelques histoires d'horreur dans ses comics policiers. Finalement, les anciennes séries sont abandonnées pour laisser à de nouvelles consacrées à l'horreur ou la science-fiction. Bill Gaines rappelle alors Kurtzman pour participer à cette aventure. En septembre 1950 est publiée sa première histoire dans le numéro 14 de Weird Science, pour un comics de la période New Trend d'EC Comics. Dès lors, ce dernier dessine chaque mois plusieurs histoires. Non seulement, il réalise plusieurs planches chaque mois mais en plus, le salaire chez EC est supérieur à celui chez bien d'autres éditeurs. Les difficultés financières habituelles s'éloignent enfin. Il commence par dessiner diverses histoires de science-fiction ou d'horreur jusqu'en juin 51.

#### Two-fisted TalesetFrontline Combat
À partir de novembre 1950, il convainc Bill Gaines de publier un comics d'aventures dont il serait le responsable éditorial. Il crée donc le comics Two-fisted Tales. Ce comics est à l'origine un comics d'aventures mais avec l'escalade de la guerre de Corée, il se transforme pour ne raconter que des histoires de guerre. En juillet 51 un second comics est édité par Kurtzman : Frontline Combat qui est aussi consacré à des histoires de guerre. Kurtzman édite alors ces deux séries, écrit les scénarios et dessine certaines histoires et des couvertures.

#### Mad

##### Un nouveau type de magazine
Harvey Kurtzman passe beaucoup de temps à réaliser les comics dont il est le responsable mais il estime ne pas être payé à sa juste valeur pour le travail fourni aussi en 1952, il se plaint auprès de William Gaines. Il souhaite être payé autant que Al Feldstein, l'autre responsable éditorial de EC comics. La réponse de Gaines est que Feldstein est responsable de plus de comics. Il est alors convenu que si Kurtzman édite un comics humoristique, sa paie serait augmentée. C'est ainsi que Harvey Kurtzman propose un nouveau comics : Mad. Il écrit tous les scénarios, dessine quelques couvertures et quelques histoires. Cette même année il écrit quelques scénarios et prépare les esquisses pour le comic strip de Guy l'Éclair dessiné par Frank Frazetta et encré par Dan Barry.
Le premier numéro de Tales Calculated To Drive You Mad paraît en octobre de cette année. À partir du numéro trois, les ventes augmentent et le titre devient rentable. L'augmentation du nombre de lecteurs amène à partir de janvier 1954, le comic book à paraître chaque mois alors qu'à l'origine il était bimestriel. Kurtzman écrit les scénarios de chaque histoire durant les 23 premiers numéros.
À la fin 53, Two-fisted Tales et Frontline combat ont vu leurs ventes diminuer et Kurtzman consacre plus de temps à Mad. Frontline combat est alors arrêté et Two-fisted Tales redevient un comics d'aventures édité par John Severin.
Mad au contraire connaît le succès et après neuf numéros bimestriels il devient mensuel en janvier 54. En 1955 le format comic book est abandonné et  à partir du numéro 24 Mad devient un magazine. La raison de cette transformation tient à la volonté de William Gaines de garder Kurtzman au sein de EC comics. En effet, le magazine Pageant a proposé à Kurtzman de devenir le rédacteur en chef de la revue et celui-ci a déjà fait savoir à Gaines qu'il souhaite faire de Mad un magazine. Gaines refuse dans un premier temps car il ignore tout de l'édition de revue, mais finalement il accepte la demande de Kurtzman, et celui-ci accepte de rester,.

##### Menaces sur EC Comics
Si les comics attirent des millions de lecteurs, ils sont aussi l'objet de critiques virulentes de la part d'associations, souvent d'obédience chrétienne, qui critiquent la violence et la représentation de la sexualité. L'immoralité des bandes dessinées lues par de nombreux enfants est condamnée. De plus, cette image de la violence est supposée être une des causes de la délinquance juvénile. En 1954, une commission sénatoriale est chargée d'enquêter sur la réalité de ces allégations. Par peur d'une possible création d'un organisme de censure, les éditeurs de comics prennent les devants et fondent la Comics Code Authority. Même si aucun comics n'est interdit, le Comics code appose son sceau uniquement sur les œuvres respectant ses recommandations. Parmi celles-ci les comics d'horreur sont interdits. EC Comics dépendait surtout de ce genre de séries et après quelques mois, Bill Gaines est contraint d'arrêter la publication de tous ses comics. Il essaie de remplacer ceux-ci par des comics acceptables par le Comics Code mais sans succès. De plus L'instauration de ce système de censure entraîne la disparition de plusieurs éditeurs et de distributeurs qui dépendaient d'eux pour exister. Leader News, le distributeur des comics d'EC, se retrouve en faillite et Gaines se retrouve sans comics rentables, sansdistributeur et avec une dette de 100 000 $ à son imprimeur. Kurtzman le persuade de poursuivre l'édition de Mad. Gaines accepte mais demande à Kurtzman de convaincre sa mère, Jessie Gaines, qui possède la moitié d'EC Comics et qui gère les finances. Kurtzman y parvient et Jessie Gaines fournit les 100 000$ manquants. Bill Gaines paie ses dettes, trouve un nouveau distributeur American News Copagny, supprime tous les comics et renvoie de nombreux dessinateurs. Ainsi, Mad peut poursuivre sa route.

##### Départ deMad
Le format magazine de Mad lui permet de ne pas être soumis au Comics Code Authority et de continuer à être distribué. Cependant, cela impose de passer au noir et blanc car un magazine en couleur coûterait bien trop cher. Une autre conséquence est un retrait de Kurtzman en tant que dessinateur ; il est uniquement rédacteur en chef car cela lui prend tout son temps. Mad alors devient un magazine à succès qui ne connaît pas de rival. Son originalité le met à part de tous les magazines existants alors. Bien que Harvey Kurtzman ait permis à EC d'avoir un titre bénéficiaire qui n'a rien à craindre de la censure, il ne reste pas longtemps rédacteur en chef de Mad. En effet, en 1956 Hugh Hefner, le fondateur du magazine Playboy, qui admire le travail de Kurtzman, lui affirme que s'il venait à quitter Mad il serait accueilli à bras ouvert dans son magazine. Kurtzman préfère dans un premier temps rester chez EC Comics. Cependant, comme il veut le contrôle complet de Mad il demande à Bill Gaines un partage des droits sur le magazine. Gaines lui propose 10% mais Kurtzman demande 51 % des parts de l'entreprise. Gaines refuse et Kurtzman quitte EC comics en avril 1956. Il est remplacé par Al Feldstein à la direction de Mad partir du numéro 29 daté d'août 1956. Les ventes continuent à grimper pour culminer en 1974 à 2 132 655 exemplaires vendus.

### De nouveaux magazines après MAD

#### Trump

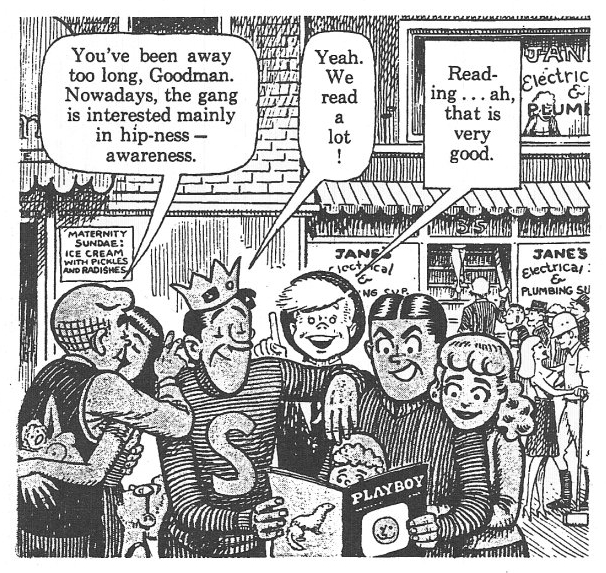
extrait de Goodman Goes Playboy publié dans Help de Kurtzman et Elder

Comme promis, lorsqu'Havey Kurtzman quitte Mad, il est accueilli par Hugh Hefner qui lui propose de devenir rédacteur en chef d'un nouveau magazine de bandes dessinée. Il faut sept mois pour que le projet prenne forme et le premier numéro de Trump paraît en janvier 1957,. Kurtzman est alors totalement libre de géré ce nouveau projet, il n'a pas de contraintes financières (alors que chez EC Comics, Gaines surveillait les dépenses) et il emmène dans cette nouvelle aventure de nombreux artistes ou salariés d'EC qui ont participé au succès de Mad. On retrouve ainsi les noms de Will Elder, Jack Davis, Russ Heath, Al Jaffee, Wally Wood et le directeur commercial Harry Chester. Il engage aussi les dessinateurs  Bob Blechman, Arnold Roth et Irving Geis et les humoristes  Mel Brooks, Doodles Weaver, Roger Price et Max Shulman. Le premier numéro se vend bien malgré son prix élevé de 50 cents (deux fois plus cher que Mad). Néanmoins, après le second numéro, la revue est arrêtée par Hefner. En effet, le distributeur de Playboy fait faillite et les ventes de Trump ne rapportent rien. D'autres difficultés financières menacent Hefner : Playboy déménage à Chicago, les revenus publicitaires chutent et la banque qui accorde habituellement des crédits à Hefner refuse cette fois de l'aider. Hefner est obligé de réduire son salaire et celui de ses collaborateurs, de vendre 25% des parts de sa société et d'arrêter Trump. Hefner vient en personne annoncer la mauvaise nouvelle à Kurztman alors que celui-ci est à la maternité en attendant la naissance de son troisième enfant, Elizabeth.

#### Humbug
Abattu par cette nouvelle, Harvey Kurtzman se retrouve un soir avec ces collaborateurs et autour d'une bouteille de Scotch whisky, ils décident de lancer un nouveau magazine avec leurs fonds propres. Arnold Roth, Al Jaffee, Harvey Kurtzman, Will Elder et  Harry Chester réunissent 6500 $ et lancent en août 1957 le premier numéro de Humbug. Rédigé et dirigé par des auteurs de bande dessinée, Humbug permet à Kurtzman de pousser la satire plus loin encore que dans ces précédents magazines. le magazine est politique et se moque avec force de l'American Way of LIfe. Mais, imprimé en noir et blanc sur du mauvais papier, dans un format de comic book au prix de 15 cents alors que les comics coûtent encore 10 cents, le magazine ne parvient pas à trouver son public. Kurtzman est toujours soutenu par Hefner qui laisse l'équipe de Humbug occuper les bureaux utilisés pour Trump sans demander de loyer et en offrant neuf pages de publicités pour le magazine dans le numéro de décembre 1957 de Playboy mais rien n'y fait. Après 11 numéros, et malgré un changement à partir du dixième qui est au format magazine et coûte 25 cents, le magazine est arrêté.

### Une période difficile
Après ces échecs, Harvey Kurtzman se retrouve dans une situation financière difficile. Il propose divers projets à des éditeurs mais sans succès que ce soit une série de dessins humoristiques sur la Beat generation à travers les âges depuis la Préhistoire, rejetée par Hefner, ou une adaptation d'Un chant de Noël de Charles Dickens dans un format de roman graphique - qui alors n'existe pas - rejeté par Simon & Schuster. Ce projet qui devait compter une centaine de page, aurait été dessiné par Jack Davis dont le style aurait été selon Kurtzman plus accepté que le sien. Il faut attendre décembre 1958 pour qu'une nouvelle bande dessinée de Kurtzman soit publiée. Intitulée Conquest of the Moon et réalisée en collaboration avec Will Elder, elle est publiée dans le magazine Pageant,. Puis, Kurtzman parvient en 1959 à placer régulièrement des histoires de une à trois pages dans le magazine Madison Avenue qui sont payées 75£$ la planche. Cette même année, Kurtzman propose à l'éditeur Ian Ballantine, qui a déjà publié cinq anthologies de Mad, d'éditer un ouvrage constitué de quatre histoires inédites. Il est intitulé Harvey Kurtzman's Jungle Book. Ce Roman graphique avant l'heure est imprimé sur du mauvais papier et comme Kurtzman veut innover en dessinant sur des feuilles à carreaux bleus, cela affecte le rendu car ces lignes apparaissent à l'impression.. Les ventes ne sont pas satisfaisantes et un deuxième album, qui se serait appelé Harvey Kurtzman’s Pleasure Package, est abandonné.
S'il ne parvient pas à créer une œuvre qui se vende bien ou à éditer un nouveau magazine, Kurtzman de 1959 à 1961, réalise de nombreux travaux en indépendant pour des magazines comme  Madison Avenue, Esquire, the Saturday Evening Post, TV Guide, Pageant, Playboy. Harold Hayes, le responsable éditorial d'Esquire, commande de nombreux travaux à Kurtzman et l'envoie couvrir des tournages. En 1959, il est en Irlande et décrit en bande dessinée le tournage de L'Épopée dans l'ombre avec James Cagney puis viennent L'Homme à la peau de serpent de Sidney Lumet avec Marlon Brando et en 1960 Le Bal des adieux de Charles Vidor. En 1959, Kurtzman est approché par James Warren qui lui propose de devenir éditeur d'un nouveau magazine intitulé Famous Westerns of Filmland. Celui-ci est constitué de romans photos humoristiques dans lesquels des photographies tirées de westerns sont remontées et auxquelles des dialogues sont ajoutés. Les ventes de ce magazine sont très bonnes.

### Help!

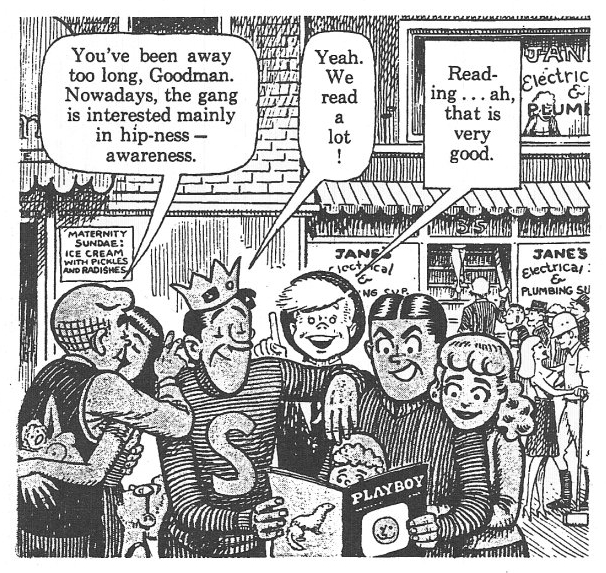
extrait de Goodman Goes Playboy publié dans Help de Kurtzman et Will Elder

En 1960, James Warren propose à Harvey Kurtzman de créer un nouveau magazine d'humour sur le modèle de Famous Westerns of Filmland et intitulé Help!,. Le principe des romans photos détournés est conservé mais sans que ceux-ci soient limités à un thème précis. Ainsi Kurtzman peut-il créer des récits sur les sujets qu'il souhaite. Warren et Kirtzman signent un accord aux termes duquel chacun possède la moitié du magazine. Cependant si Kurtzman est propriétaire des textes et de toutes ses créations, il ne touche que 25 % des recettes, en plus d'un salaire minimum, car Warren apporte le financement initial de 150 000$.
200 000 exemplaires du premier numéro de Help! sont imprimés pour une sortie en août 1960. Le magazine compte alors soixante pages. Pour réduite les coûts, Kurtzman utilise souvent des images tombées dans le domaine public et des réimpressions. De plus plusieurs pages sont consacrées aux envois de dessins humoristiques faits par les lecteurs.Ceux-ci sont payés 5 $ le dessin. À côté de ses travaux d'amateurs, Help! accueille aussi en son sein d'anciens dessinateurs des EC Comics comme Will Elder, Jack Davis et John Severin. De jeunes artistes, futurs stars des comics underground sont aussi parfois présents comme Robert Crumb, Gilbert Shelton, Jay Lynch et Skip Williamson.Enfin le courrier des lecteurs prend aussi plusieurs pages, d'autant que les lettres reçues sont dans le même esprit amusé qui se révèle aussi amusant.
Kurtzman pour réaliser ce magazine est assisté par Gloria Steinem qui use de ses relations pour amener plusieurs personnalités du spectacle à poser pour la couverture et pour des gags. Cependant, contrairement aux espoirs de Warren et Kurtzman et malgré la présence de  personnalités comme John Cleese et Terry Gilliam qui se rencontrent là avant qu'ils ne créent Monty Python's Flying Circus ou encore Woody Allen, le magazine se vend mal et est souvent déficitaire. Les relations entre les deux hommes se détériorent graduellement. En effet Warren refuse d'augmenter le salaire de Kurtzman. De plus, pour le huitième numéro du magazine, Kurtzman propose en couverture une photo d'Adolf Eichmann disant « Jamais eu l'impression que le monde entier vous en veut ? ». Warren juge l'image de mauvais goût et manquant de respects pour les millions de morts de la Shoah. Kurtzman, qui est juif, se défend en expliquant que l'on peut rire de tout et que dans son genre l'image n'est pas de mauvais goût. Warren explique qu'il préfèrerait que la couverture soit changée mais qu'il n'interviendra pas pour que cela se fasse. Kurtzman confirme alors son choix et mécontente ainsi grandement James Warren . Le déficit financier chronique de Help! entraîne la diminution du nombre de pages qui passe de 64 à 48. De plus la périodicité, mensuelle à l'origine, devient moins régulière avant de passer à un rythme trimestriel. En 1961, Kurtzman édite pour Fawcett Comics Who said that ?, un album de photographies auxquelles ont été ajoutées des phrases humoristiques dans des phylactères. En 1963, Gloria Steinem quitte le magazine et est remplacée par Chuck Alverson. C'est ensuite Terry Gilliam qui occupe le poste d'assistant. Rien n'y fait, les ventes de Help! restent insuffisantes pour que le magazine soit viable et en 1965, après 26 numéros, il est arrêté.

## Little Annie Fanny
Parallèlement Harvey Kurtzman crée une série pour Playboy : Little Annie Fanny, qui durera 26 ans. La première histoire est publiée en octobre 1962. Cette série est une parodie de Little Orphan Annie comme le montre le nom des personnages qui gravitent autour d'Annie. Sugardaddy Bigbucks rappelle Daddy Warbucks et The Wasp évoque The Asp. Mais comme la bande dessinée paraît dans Playboy, l'héroïne se retrouve à chaque fois dévêtue. Cependant, l'intérêt de la série ne repose pas sur ce principe. En effet, Harvey Kurtzman se moque toujours de la société de consommation américaine comme il le faisait dans ses magazines. De plus, il innove en choisissant la technique de la peinture. Cela nécessite beaucoup de temps, aussi doit-il être assisté. On retrouve ainsi Will Elder qui est le premier dessinateur de la série, Frank Frazetta, Jack Davis, Russ Heath, Al Jaffee. La série est dans un premier temps mensuelle, à partir des années 1970, sa parution est plus aléatoire. Elle disparaît en 1988 après une centaine d'épisodes.

## Les dernières années
À côté de la parution de Little Annie Fanny, Kurtzman participe à plusieurs projets. Il écrit le scénario du film d'animation Mad Monster Party en 1967. Plus tard il enseigne à la School of Visual Arts de New York.
Il meurt le 21 juin 1993 d'un cancer du foie.

## Influences
Dans sa jeunesse Harvey Kurtzman lit de nombreux comic strips mais ceux qui l'attirent le plus sont Terry et les Pirates de Milton Caniff, Dick Tracy de Chester Gould, Prince Vaillant d'Hal Foster et Flash Gordon d'Alex Raymond. Au sommet des artistes qu'il admire, il place Will Eisner qui produit alors régulièrement Le Spirit. Al Capp est aussi un artiste qui le marque et Kurtzman lui rendra souvent hommage en insèrant souvent des personnages de Li'l Abner dans ses histoires.

## Analyse de l'œuvre

### Dessin
L'œuvre d'Harvey Kurtzman se caractérise d'abord par un perfectionnisme tant dans le dessin que dans le scénario. Lorsqu'il est éditeur chez EC Comics, il est particulièrement attentif aux détails et recherche la plus grande véracité historique. Il a à ses côtés un assistant, Jerry DeFuccio chargé de l'aider dans cette tâche. De plus, pour les histoires dont il n'est que scénariste, il fournit aux dessinateurs avec lesquels il travaille, des esquisses très détaillées qui doivent être scrupuleusement respectées. Il dessine d'abord des esquisses grossières ; chaque page mesure alors moins de 6 cm et les cases font moins de 2 cm de haut. Puis il réalise une esquisse plus détaillée sur des feuilles de vélin au format proche (35,5 sur 47) de celui des planches de comics. Enfin, il ajoute parfois des photos ou des représentations dessinées pour que les dessinateurs les reprennent et choisit les couleurs. Chez EC Comics la mise en couleur, souvent faite par Marie Severin est très soignée. Harvey Kurtzman apporte la même attention à ce point et choisit la palette utilisée en fonction de al tonalité qu'il veut donner à l'histoire. Cela peut aller d'une couleur unique à une polychromie importante pour une seule case. Cette insistance à reprendre les angles de prise de vue, la place des personnages et des objets importants dans chaque case entraîne parfois des frictions avec les dessinateurs.
Cette attention scrupuleuse à ce qu'il édite se révèle jusque dans les publicités insérées dans les comics. Chaque page est annotée de dizaines de remarques (minuscules tâches d'encre, empâtement des lettres, lignes brisées sur quelques millimètres, etc.). Il peut donc y avoir pour un seul comics des centaines de remarques pour que l'impression soit la plus nette possible.

### Scénario
L'aspect esthétique est inséparable du message qui s'avère, dans ces années de guerre de Corée, être un discours pacifiste. Dès son travail dans les comics de science-fiction d'EC Comics, se retrouvent déjà ces
messages progressistes et pacifistes. Les histoires ne sont pas des objets de propagande, elles doivent être des lectures plaisantes comme c'est le cas des comics d'aventure mais comme elles présentent la guerre de la façon la plus réaliste non seulement sur le front mais aussi dans la vie des civils. Pour que les histoires collent le plus possible à la réalité, Kurtzman passe des heures dans les bibliothèques mais il est aussi en contact avec des GI qui lui racontent, de vive voix ou par lettres, le quotidien des soldats et des scènes de combat authentiques.

## Récompenses
Les prix Harvey, remis depuis 1988 par Fantagraphics, sont nommés en l'honneur de Harvey Kurtzman.
- 1966 :  Prix Adamson du meilleur auteur international pour l'ensemble de son œuvre
- 1977 : prix Inkpot
- 1989 : Temple de la renommée Will Eisner[76].
- 1993 : prix Harvey du meilleur album reprenant du matériel auparavant sorti pour Hey Look!
- 2006 : prix Bill-Finger (posthume)